# Pointe-de-diamant
Pour les articles homonymes, voir Diamant (homonymie).
La pointe de diamant est un bossage en forme de polyèdre, taillé en facettes à la manière d'un  diamant.
Une pointe-de-diamant désigne une forme d'ornement utilisée :
- pour des pierres taillées en facettes, ornement de moulure fréquent à l’époque romane et repris à d'autres époques ;
- pour des meubles de haute époque ;
- pour des clous du Moyen Âge.

La surface d'une boucharde est constituée de pointes de diamant.
En gravure, la pointe de diamant (ou pointe en diamant, ou pointe diamant) est un type de pointe sèche, dont la pointe très fine est taillée en diamant et montée sur un manche. Elle permet en taille-douce d'entailler avec précision le métal ou le vernis, en laissant très peu de barbe.

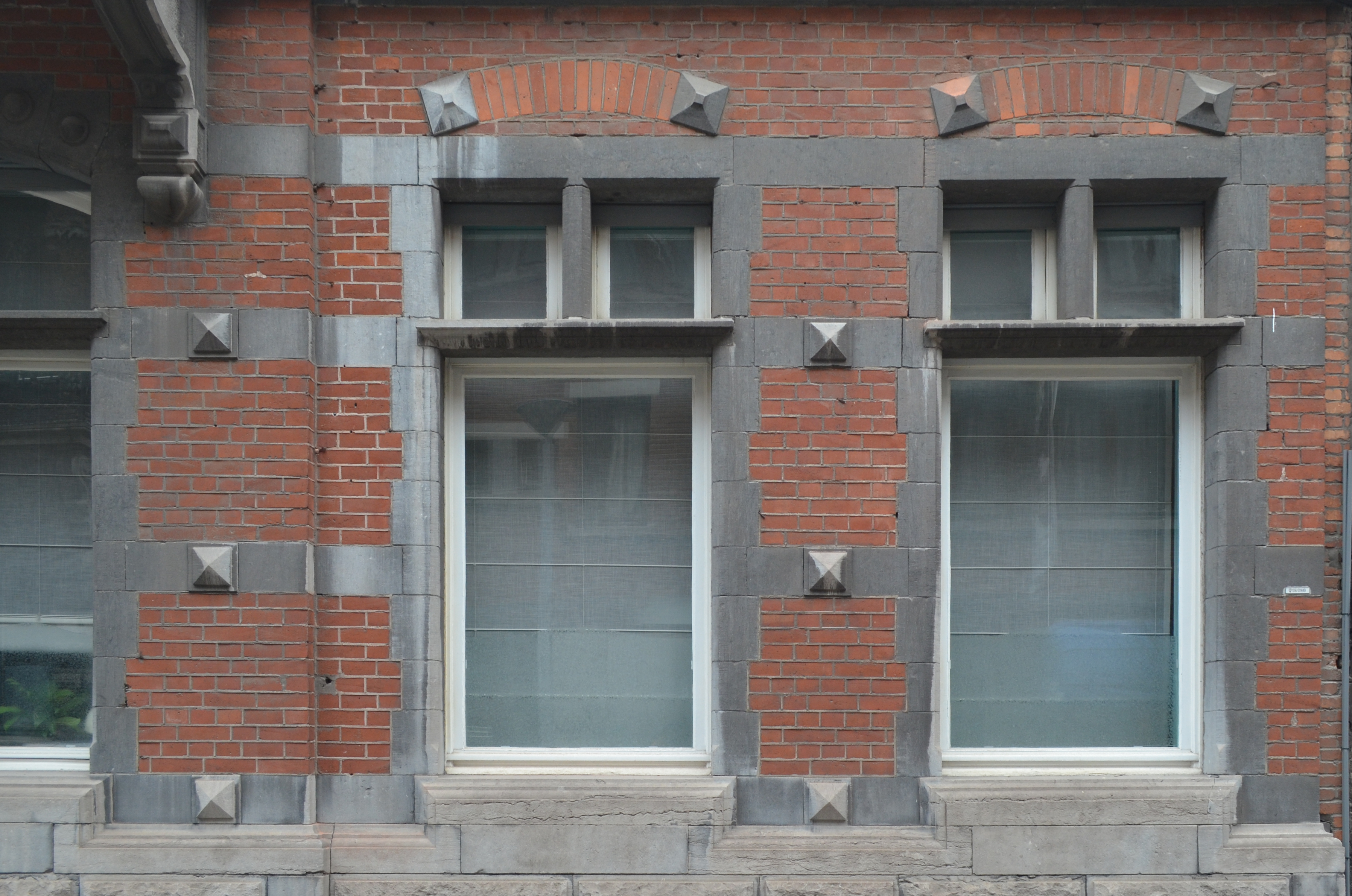
Pierre taillées en facettes sur la façade d'une maison éclectique de 1886.
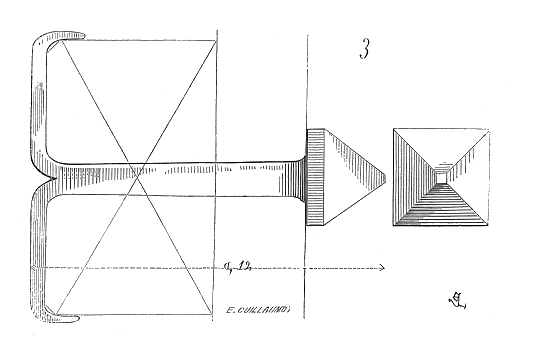
Clou du XIIe siècle en forme de tête de diamant.
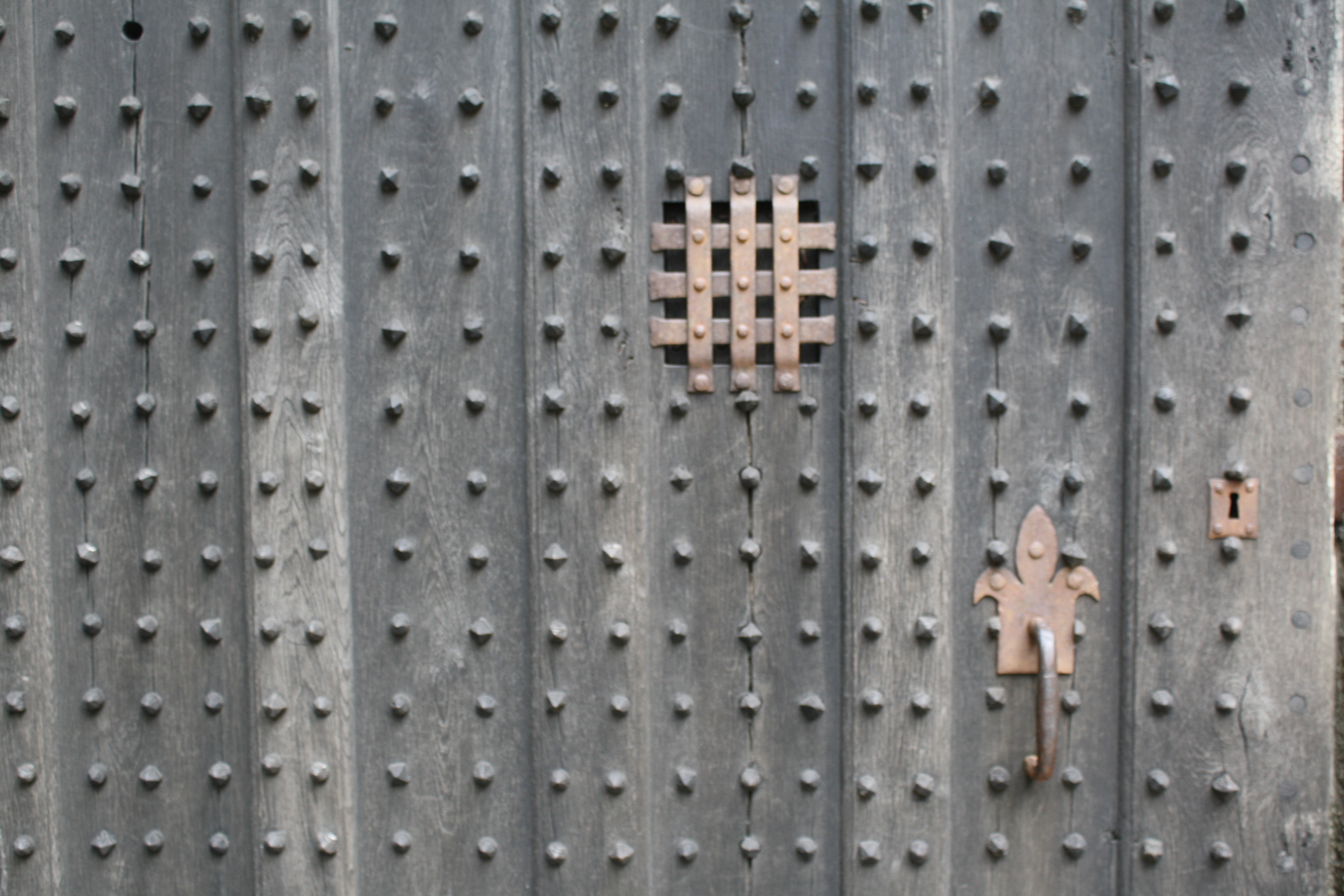
Abbaye du Mont-Saint-Michel, clous à tête de diamant.
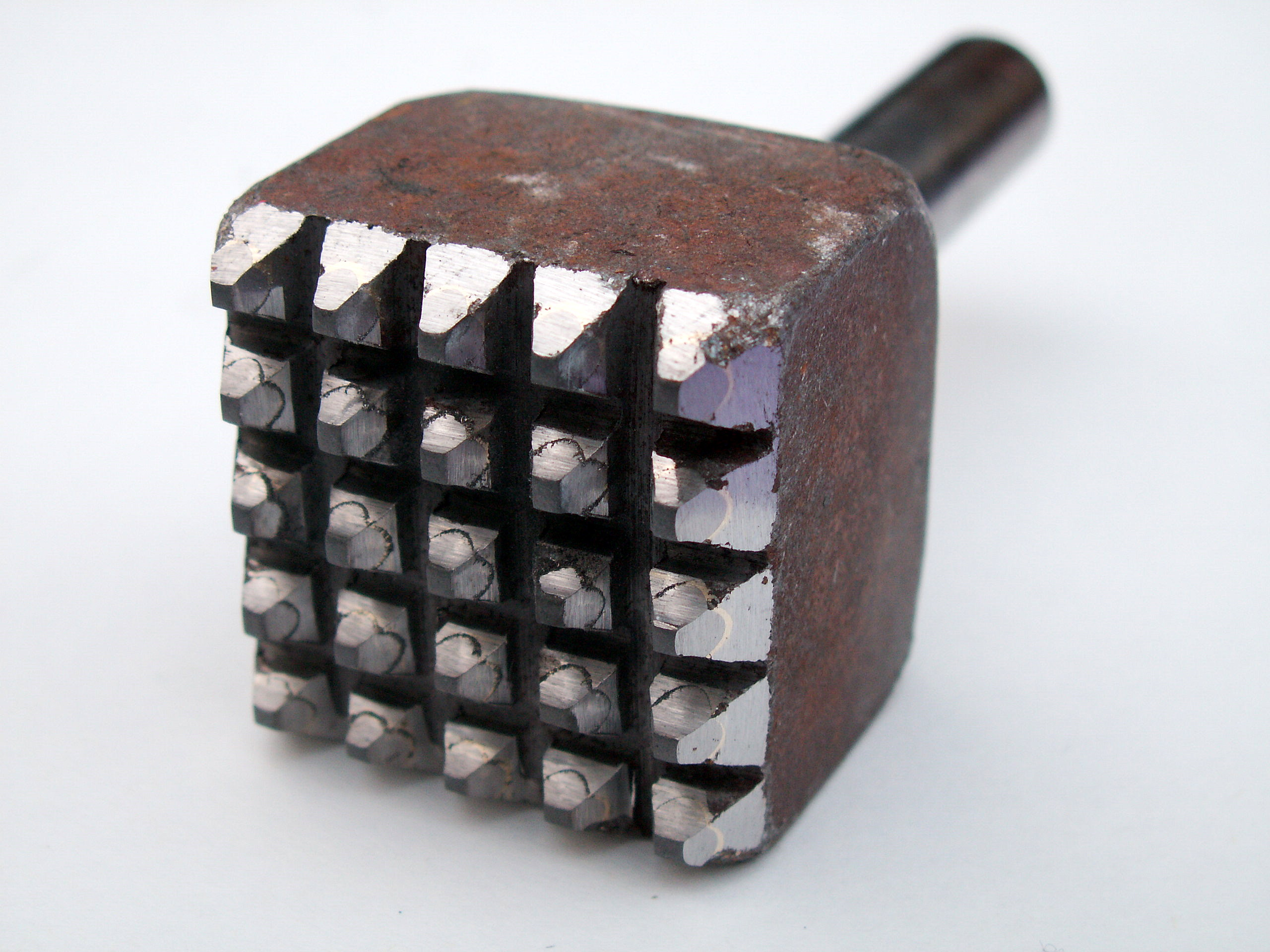
Boucharde issue d'une machine pneumatique.
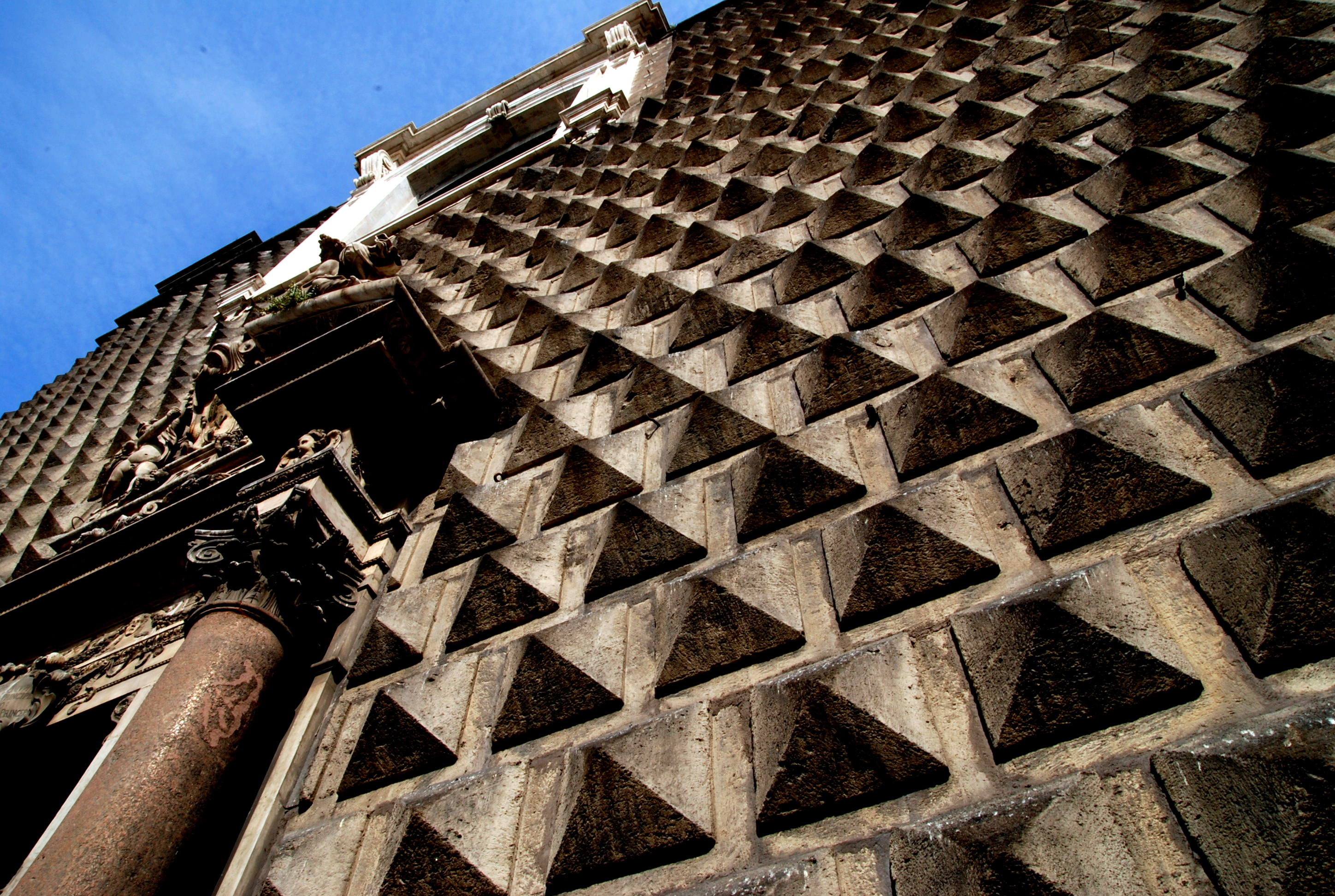
La façade de l'église du Gesù Nuovo, à Naples.